# Ferdinand Uilhoorn
Ferdinand Evert Uilhoorn (ur. 18 kwietnia 1974 w Delfzijl w Holandii) – holenderski inżynier, doktor habilitowany nauk technicznych. Specjalizuje się w inżynierii gazownictwa. Adiunkt Zakładu Systemów Ciepłowniczych i Gazowniczych Wydziału Instalacji Budowlanych, Hydrotechniki i Inżynierii Środowiska Politechniki Warszawskiej.

## Życiorys zawodowy
W rodzinnej Holandii studiował inżynierię mechaniczną na Politechnice w Groningen (1993-1997; dyplom inżyniera) oraz inżynierię systemów na Uniwersytecie Technicznym w Delfcie (1998-2002; dyplom magistra inżyniera). Po studiach w Groningen został zatrudniony jako inżynier działu badań i rozwoju w firmie Gastec N.V. (1997-1999). Następnie pracował w Senter N.V. (2000-2003).
Po przeprowadzeniu się do Polski zaczął przygotowywać pracę doktorską na Wydziale Inżynierii Środowiska Politechniki Warszawskiej dotyczącą hydratów i ich znaczenia w transporcie gazu ziemnego. Doktorat pt. Modelowanie matematyczne oraz numeryczna symulacja hydratów w sieciach gazowych wysokiego ciśnienia, przygotowany pod kierunkiem prof. Andrzeja Osiadacza, obronił w 2007. W 2008 został na Wydziale Inżynierii Środowiska PW zatrudniony jako asystent, a rok później jako adiunkt. Habilitował się w 2017 na podstawie oceny dorobku naukowego i publikacji pt. Hiperboliczny model przepływu płynu w paradygmacie Bayesa (ang. Hyperbolic model of fluid flow under Bayesian paradigm).
Swoje prace publikował w takich czasopismach jak m.in. „Nowoczesne Gazownictwo”, „International Journal of Hydrogen Energy” oraz „International Journal of Greenhouse Gas Control”.